# Abbaye d'Altenberg
L’abbaye d'Altenberg est une ancienne abbaye cistercienne, située en Rhénanie-du-Nord-Westphalie, dans le village éponyme, situé dans la commune d'Odenthal. Elle est fondée en 1133 par des moines de l'abbaye de Morimond, et dure jusqu'en 1803, date de la dissolution du monastère par les troupes napoléoniennes.
En 1847, elle est érigée en église paroissiale simultanée protestante et catholique. Son église particulièrement imposante est localement appelée « Dom », c'est-à-dire « cathédrale »

## Histoire

### Avant les moines
Le premier site d'Altenberg était déjà occupé vers 1060 ; un château y est mentionné en 108 ou 1090, fortifié par le comte Adolphe Ier de Berg et nommé « de Berge ».

### Fondation et déménagement
L'abbaye est fondée en 1133 par les moines cisterciens de l'abbaye de Morimond, invités à s'établir là par le comte Adolphe II de Berg, fils du précédent. La construction du nouveau monastère, sur la colline (d'où le nom de l'abbaye, Berg signifiant « montagne ») entraîne la destruction d'abord partielle puis complète de l'ancien château. Mais, très rapidement, les moines se rendent compte que l'implantation de leur abbaye sur la colline n'est pas idéale. Traditionnellement, suivant l'exemple de Bernard de Clairvaux, les monastères cisterciens s'établissent dans la vallée, auprès d'une rivière, qui leur fournit à la fois l'eau potable, l'irrigation et la force pour leurs ateliers (forge, moulin). L'abbaye d'Altenberg suit cet exemple et s'établit alors au fond de la vallée de la Dhünn, là où est aujourd'hui situé le village d'Altenberg. L'église abbatiale est consacrée dès 1145.

### La prospérité de l'abbaye

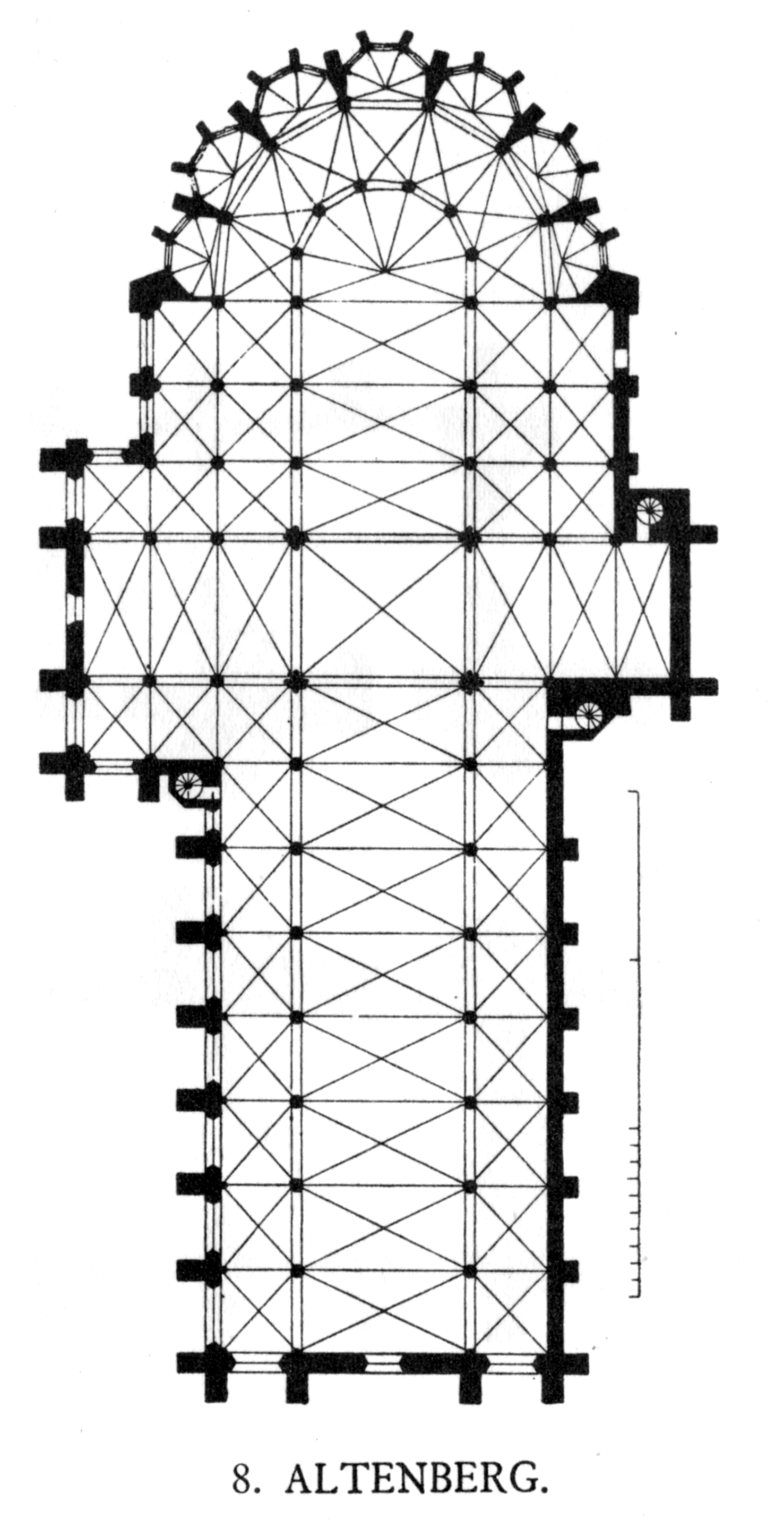
Plan de l'église abbatiale.

L'abbaye doit sa prospérité à la faveur des comtes de Berg, qui la protègent; En particulier, le comte Adolf II choisit de se faire moine en 1160 au monastère dont il a contribué à accroître l'importance, et y meurt en 1170. Il est le premier membre de la maison de Berg à être enterré à l'abbaye. Un autre très important bienfaiteur de l'abbaye est l'archevêque de Cologne Bruno II (de), qui dote richement l'abbaye en terres jusque sur la rive gauche du Rhin.
À la fin du XIIe siècle, l'abbaye est déjà très importante, comptant 107 moines et 138 convers, et ayant en outre fondé cinq abbayes filles, en Allemagne et Pologne actuelles : Mariental en 1138, Wągrowiec en 1143, Haina en 1150, Zinna en 1170 et Ląd en 1175,.

### La nouvelle construction
Face à cette croissance, le monastère se révèle trop petit. Au XIIIe siècle, une reconstruction est envisagée. En 1255, la première pierre de la nouvelle église, dite « cathédrale d'Altenberg » (Altenberger Dom) est posée. En 1276, le chœur et la partie méridionale du transept sont terminés ; enfin, le 3 juillet 1379, la cathédrale est consacrée solennellement par Wikbold Dobilstein (de), évêque de Chełmno. L'église devient un lieu important de pèlerinage, ce dernier dédié aux « onze mille vierges » de Sainte Ursule.

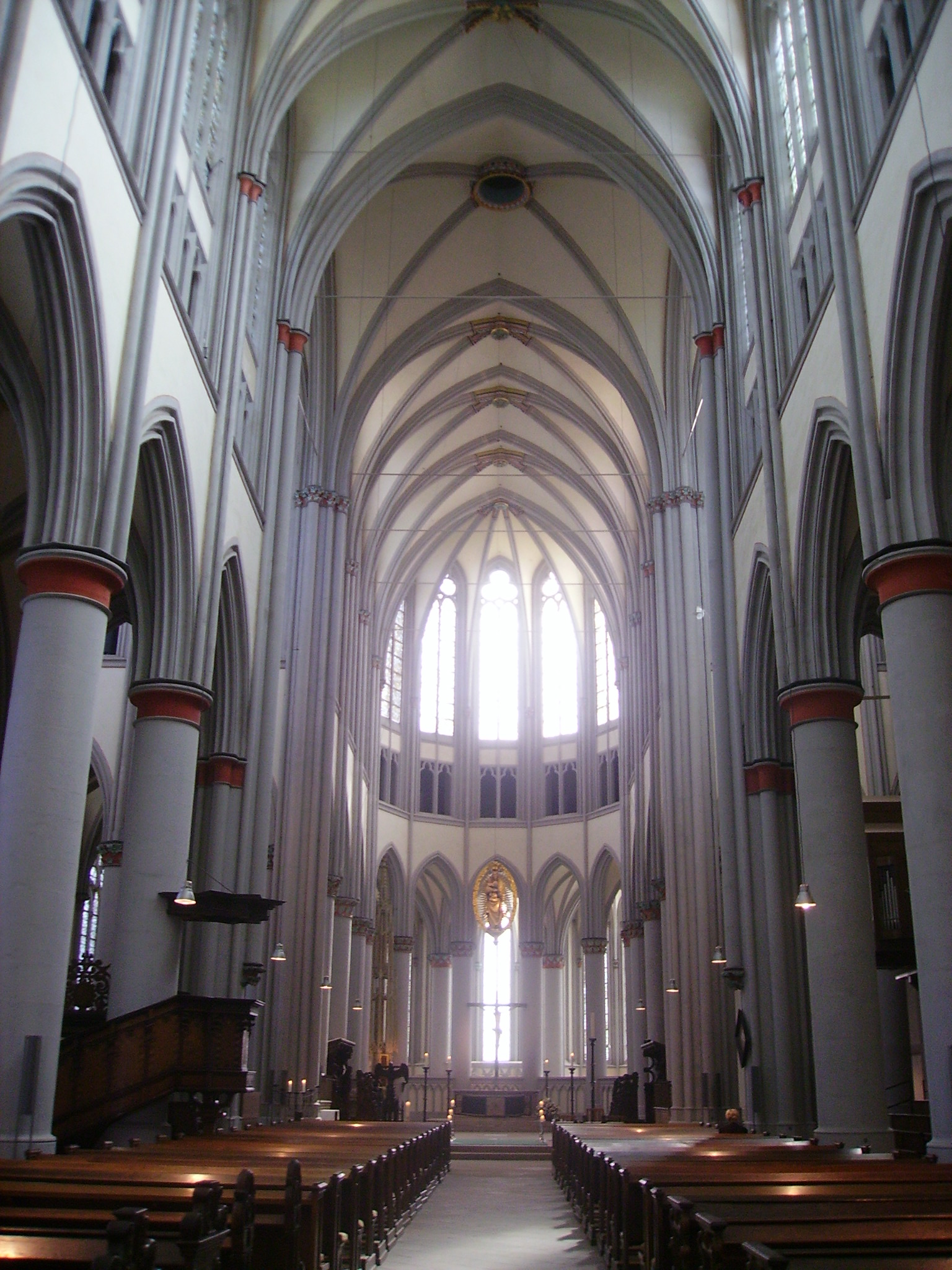
Intérieur de la cathédrale.

### La sécularisation en 1803
L'abbaye est dissoute en 1803 ; ses biens sont dispersés à travers des ventes ; en 1815, le monastère brûle faute d'entretien, ce qui endommage gravement la cathédrale.

### La restauration à partir de 1847
Frédéric-Guillaume IV lance de grands travaux de restauration de l'église, ainsi que des travaux de construction d'autres bâtiments. En 1857, la cathédrale est rendue au culte, mais sous forme d'église simultanée commune aux cultes catholique et luthérien

## L'abbaye

### L'église abbatiale
L'église abbatiale, dite « cathédrale » d'Altenberg, est longue de 118 mètres.

#### L'orgue

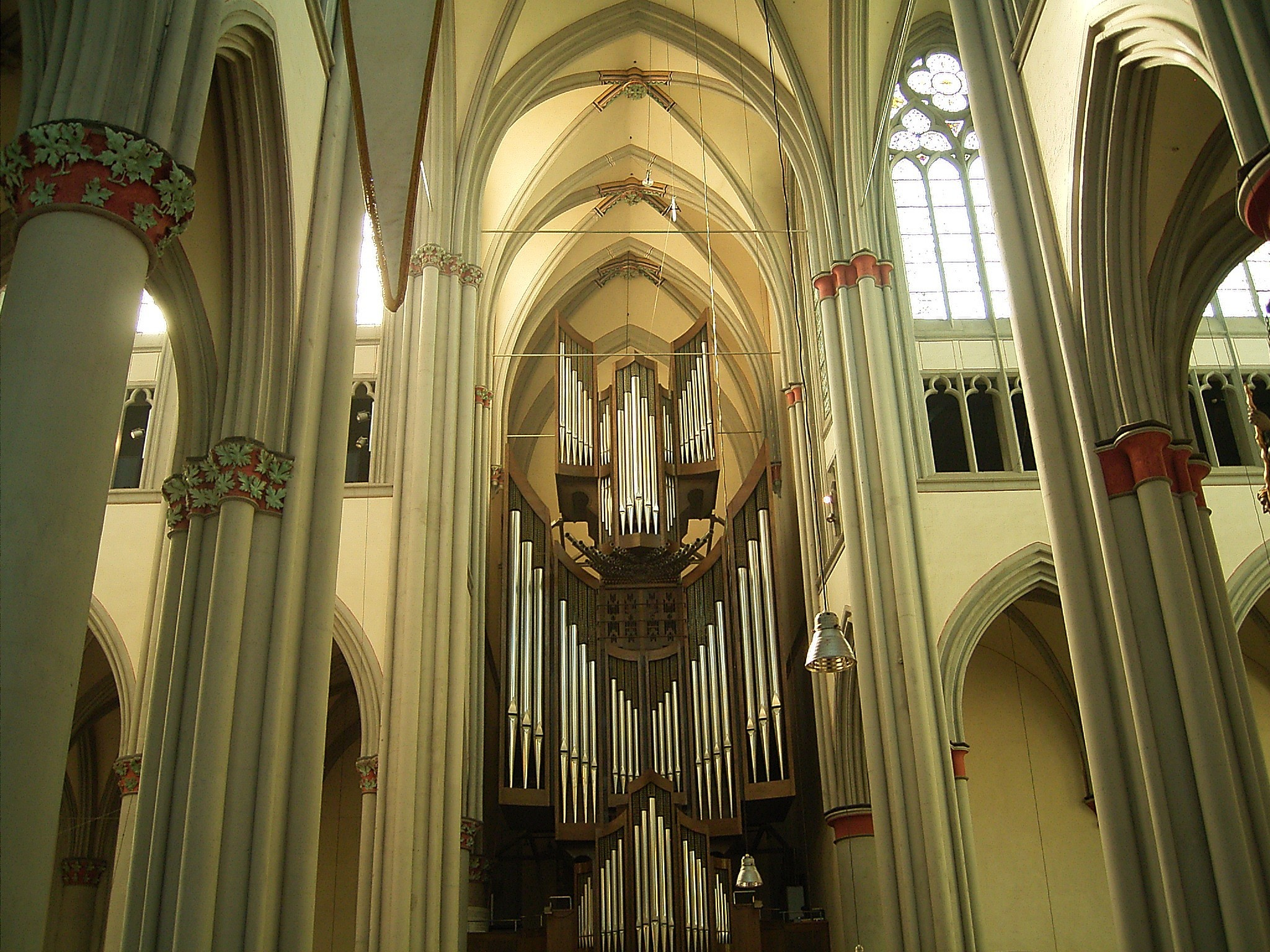
L'orgue de l'abbatiale.

L'orgue de l'église est particulièrement réputé.